# Paul-Heinz Schubert
Paul-Heinz Schubert (* 15. September 1913 in Duchow, Kreis Randow, Pommern; † 8. Januar 1991 in Bremen) war ein deutscher Kaufmann und Politiker (FDP) in Bremen. Er war Mitglied der Bremischen Bürgerschaft.

## Biografie

### Ausbildung und Beruf
Schubert war 1944 im Zweiten Weltkrieg Korvettenkapitän (Ing.) in der Kriegsmarine. Er wirkte nach dem Krieg als Kaufmann in Bremen. In den 1960er Jahren war er Geschäftsführer der Bremer Parkplatz GmbH (BREPARK).

### Politik
Schubert war bis 1969/70 Mitglied in der FDP in Bremen und ab Ende 1970 bei der CDU aktiv.
Er war von 1963 bis 1971 rund 8 Jahre Mitglied in der Bremischen Bürgerschaft und wirkte in verschiedenen Deputationen und Ausschüssen der Bürgerschaft. Er war von 1967 bis 1969 als Nachfolger von Werner Ehrich Vorsitzender der FDP-Fraktion in der Bürgerschaft.
Als der FDP-Fraktionschef am 27. August 1969 vor dem parlamentarischen Untersuchungsausschuss der Bürgerschaft in der Bremer Bauland-Affäre Front gegen den Senat machte, in dem auch drei FDP-Senatoren saßen, wurde er noch am selben Abend als Fraktionschef abgewählt. Sein Nachfolger in dem Amt wurde Harry John (FDP). Schubert wurde im Dezember 1969 aus der FDP-Fraktion ausgeschlossen und er klagte erfolglos dagegen vor dem Staatsgerichtshof der Freien Hansestadt Bremen, der „keinen Verstoß gegen die bremische Landesverfassung“ sah. Schubert hospitierte ab November 1970 in der CDU-Fraktion.

### Weitere Mitgliedschaften
Schubert war Mitglied und zeitweise Schatzmeister des SKÀl-Clubs Bremen.